# Ander Alcaine
Ander Alcaine Val (* 20. Dezember 1991 in Jaca) ist ein spanischer Eishockeytorwart, der seit 2016 beim CH Txuri Urdin in der spanischen Superliga unter Vertrag steht.

## Karriere
Ander Alcaine begann seine Karriere als Eishockeyspieler in der Jugend des CH Jaca. 2008 wechselte der damals 16-Jährige zum FC Barcelona, für den er in der Saison 2008/09 sein Debüt in der spanischen Superliga gab. Mit Barça wurde er in seinem Rookiejahr als Stammtorwart auf Anhieb Spanischer Meister. Zur Saison 2011/12 wurde er von den Diables Rouges de Briançon aus der französischen Ligue Magnus verpflichtet und gewann in seiner ersten Spielzeit die Coupe de la Ligue. In einer von der Tageszeitung L’Équipe organisierten Wahl unter Medienvertretern wurde Alcaine zur Entdeckung der Saison 2011/12 gewählt. Jedoch kehrte er schon ein Jahr später in seine spanische Heimat zurück, wo er für den CH Gasteiz in der Superliga spielte und mit der besten Fangquote und der geringsten Gegentorrate pro Spiel dazu beitrug, dass der Club aus der baskischen Hauptstadt 2013 erstmals den spanischen Meistertitel gewann. Gleiches gelang ihm auch im Folgejahr. 2014 kehrte er in seine Geburtsstadt Jaca zurück und gewann mit seinem Stammverein, dem CH Jaca, 2015 und 2016 den spanischen Titel. 2016 erreichte er auch erneut die beste Fangquote der spanischen Liga. Anschließend zog es ihn ins Baskenland zum CH Txuri Urdin, wo er 2017 und 2018 mit der wiederum besten Fangquote der Liga jeweils zum Titelgewinn des Teams aus Donostia-San Sebastián beitrug. 2018 hatte er auch den geringsten Gegentorschnitt der Liga erreicht.

### International
Für Spanien nahm Alcaine im Juniorenbereich an der U18-Junioren-Weltmeisterschaft der Division III 2007, als er die beste Fangquote und die geringste Zahl an Gegentoren pro Spiel des Turniers erreichte, und den U18-Junioren-Weltmeisterschaften der Division II 2006, 2008 und 2009 sowie den U20-Junioren-Weltmeisterschaften der Division II 2008, 2009, als er nach dem Briten Euan King und dem Niederländer Martijn Oosterwijk die drittbeste Fangquote des Turniers aufwies, 2010, als er mit der zweitbesten Fangquote nach dem Ungarn Bence Bálizs als bester Torhüter des Turniers ausgezeichnet wurde, und 2011, als er nicht nur zum besten Torwart des Turniers, sondern auch zum besten Spieler seiner Mannschaft gewählt wurde und nach den Franzosen Sebastian Ylönen und Leo Bertein die drittbeste Fangquote des Turniers erreichte, teil. Außerdem vertrat er seine Farben bei den Winter-Universiaden 2011 in Erzurum und 2015 in Granada.
Im Seniorenbereich stand er im Aufgebot seines Landes bei den Weltmeisterschaften der Division II 2009, als er nach dem Belgier Björn Steijlen und dem Südkoreaner Son Ho-sung, 2010, 2012, 2014, 2015, 2016 und 2018 sowie der Weltmeisterschaft der Division I 2011. Dabei erreichte er 2010, 2012 und 2014 jeweils die beste Fangquote und die geringste Zahl an Gegentoren pro Spiel des Turniers. 2016 erreichte er hinter dem Niederländer Sjoerd Idzenga jeweils die zweitbeste Fangquote und den zweitgeringsten Gegentorschnitt. 2018 verzeichnete er den geringsten Gegentorschnitt des Turniers und hinter dem Israeli Nir Tichon und dem Neuseeländer Daniel Lee zudem die drittbeste Fangquote. 2012, 2014, 2016 und 2018 wurde er auch zum besten Torhüter des Turniers gewählt. Zudem vertrat er seine Farben bei den Qualifikationsturnieren für die Olympischen Winterspiele 2014 in Sotschi und 2018 in Pyeongchang.

## Erfolge und Auszeichnungen
- 2009 Spanischer Meister mit dem FC Barcelona
- 2012 Coupe de la Ligue mit den Diables Rouges de Briançon
- 2011/12 Entdeckung der Saison der Ligue Magnus
- 2013 Spanischer Meister mit dem CH Gasteiz
- 2013 Beste Fangquote und wenigste Gegentore pro Spiel in der Superliga
- 2014 Spanischer Meister mit dem CH Gasteiz
- 2014 Beste Fangquote und wenigste Gegentore pro Spiel in der Superliga
- 2015 Spanischer Meister mit dem CH Jaca
- 2016 Spanischer Meister mit dem CH Jaca
- 2016 Beste Fangquote in der Superliga
- 2017 Spanischer Meister mit dem CH Txuri Urdin
- 2017 Beste Fangquote der Superliga
- 2018 Spanischer Meister mit dem CH Txuri Urdin
- 2018 Beste Fangquote und geringster Gegentorschnitt

### International
- 2007 Aufstieg in die Division II bei der U18-Weltmeisterschaft der Division III
- 2007 Beste Fangquote und niedrigster Gegentorschnitt bei der U18-Weltmeisterschaft der Division III
- 2010 Bester Torwart bei der U20-Weltmeisterschaft der Division II, Gruppe A
- 2010 Aufstieg in die Division I bei der Weltmeisterschaft der Division II, Gruppe A
- 2010 Beste Fangquote und niedrigster Gegentorschnitt bei der Weltmeisterschaft der Division II, Gruppe A
- 2011 Bester Torwart bei der U20-Weltmeisterschaft der Division II, Gruppe A
- 2012 Bester Torwart, beste Fangquote und niedrigster Gegentorschnitt bei der Weltmeisterschaft der Division II, Gruppe A
- 2014 Aufstieg in die Division II, Gruppe A, bei der Weltmeisterschaft der Division II, Gruppe B
- 2014 Bester Torwart, beste Fangquote und niedrigster Gegentorschnitt bei der Weltmeisterschaft der Division II, Gruppe B
- 2016 Bester Torwart bei der Weltmeisterschaft der Division II, Gruppe A
- 2018 Aufstieg in die Division II, Gruppe A, bei der Weltmeisterschaft der Division II, Gruppe B
- 2018 Bester Torwart und niedrigster Gegentorschnitt der Weltmeisterschaft der Division II, Gruppe B